# Gyors Ethernet
A számítástechnikában a gyors Ethernet (Fast Ethernet) egy gyűjtőfogalom, számos Ethernet-szabványt foglal magában, melyeknek egy közös jellemzőjük van: a névleges átviteli sebesség 100 Mbit/s, szemben az eredeti Ethernet sebességével, mely 10Mbit/s.
A gyors Ethernet szabványok között a 100BASE-TX messze a legismertebb, a legtöbb gyártó ezt a változatot gyártja.
A gyors Ethernetet 1995-ben vezették be, és három évben át ez volt a leggyorsabb Ethernet-változat, mielőtt a gigabites Ethernet megjelent a piacon.

## Általános információk
A gyors Ethernet az eredeti Ethernet szabvány kiterjesztése.
UTP kábelen (árnyékolatlan csavart érpár), vagy optikai kábelen CSMA/CD kommunikációs protokollt használ csillag hálózatú busz topológiával, hasonlóan a 10BASE-T változathoz, ahol az összes kábel egy csomóponthoz kapcsolódik.
A gyors Ethernet kompatibilis a 10BASE-T rendszerrel, és így egy “plug and play” frissítéssel átváltoztatható a 10BASE-T - gyors Ethernetté.
A gyors Ethernetet gyakran 100BASE-X-nek hívják, ahol az X azt jelzi, hogy behelyettesíthető FX vagy TX változattal.

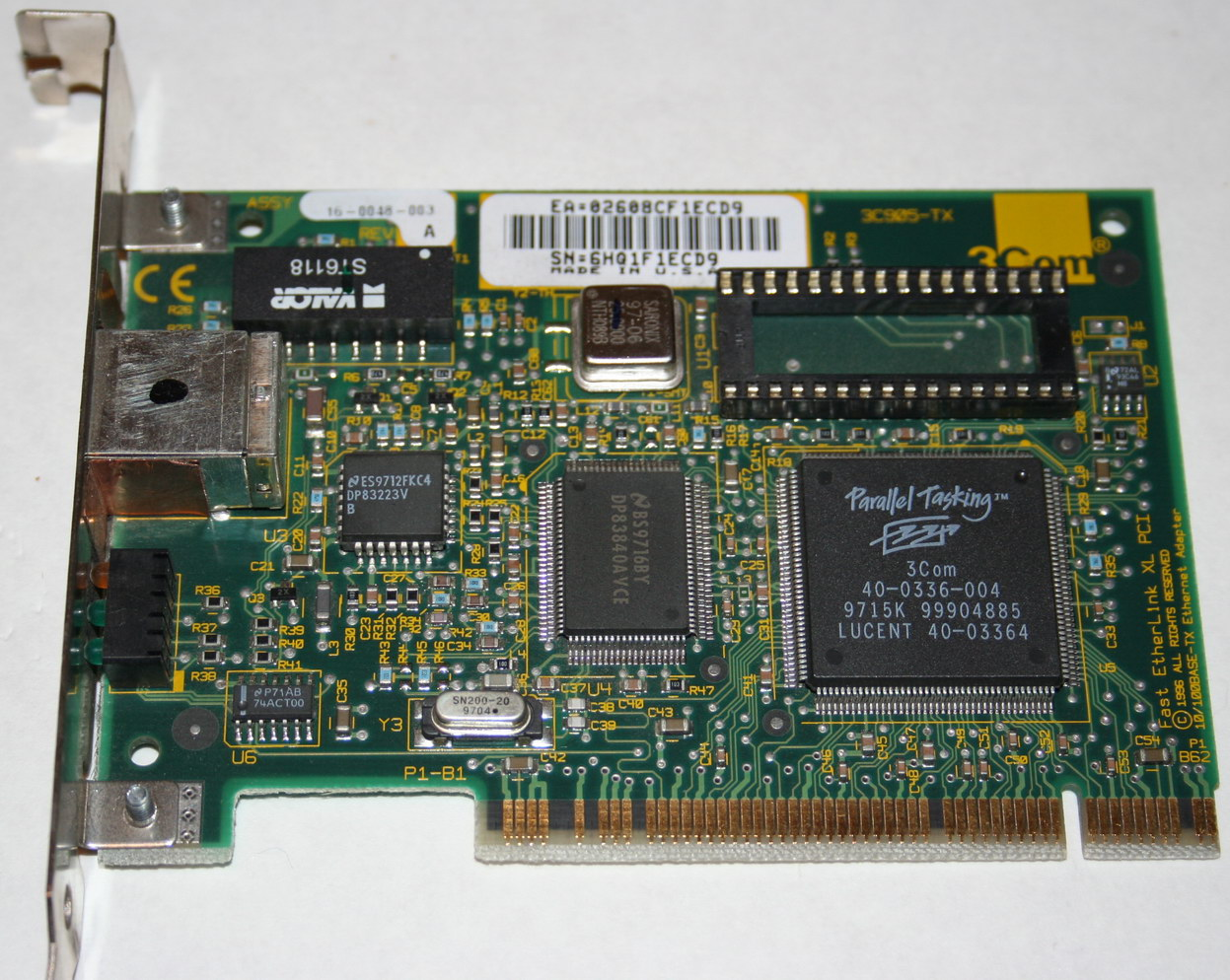
Ethernet interfész kártya

A ‘100’ arra utal, hogy a maximális átviteli sebesség 100 Mbit/s.
A “BASE” arra utal, hogy a jelátvitel alapsávon történik, ami azt jelenti, hogy a jelátvivő közegen csak az Ethernet jel közlekedik.
A TX, FX és T4 a fizikai médiumra utal, mely a jelet továbbítja.
A gyors Ethernet logikailag két részre osztható:
MAC (Media Access Controller, média hozzáférés vezérlő), mely a magasabb szintű protokollt látja el, és a PHY (Physical Layer Interface, fizikai réteg interfésze).
A MAC a PHY-hoz egy 4 bites 25 MHz-es szinkron párhuzamos interfészen kapcsolódik (MII, Media Independent Interface, média független interfész), vagy a 2 bites 50 MHz-es változattal (RMII, Reduced Media Independent Interface, redukált média független interfész).
Az ismétlő állomások (hub) lehetővé teszik több PHY felé a jel átvitelét.
A MII ritkán egy külső kapcsolódás is lehet, de rendszerint IC-k közötti kapcsolat egy hálózati adapterben, vagy egy IC-n belül.
A tulajdonságokat a MAC és PHY közötti MII határozhatja meg.
Az MII határozza meg az elméleti maximális adatsebességet 100Mbit/s-re.
A valóságban mérhető jelsebesség kisebb az elméleti maximumnál, a minden egyes keretnél szükséges fejléc és záróbyte-ok miatt (a fejléc a címzéshez, a záróbyte a hibafelismeréshez szükséges), valamint az “elveszett keret” és a “time-out”-jelzések miatt is.

## 100BASE-T változatok
100BASE-T bármely gyors Ethernet szabványt jelöl, mely csavart érpáron közlekedik, beleértve a 100BASE-TX, 100BASE-T4, 100BASE-T2 szabványokat.
A 100BASE-TX, 100Mbit/s két-érpár 5-ös kategóriájú kábel, vagy jobb minőség.
A 100BASE-T4, 100Mbit/s négy-érpár 3-as kategóriájú kábel, vagy jobb minőség.
A 100BASE-T2 100Mbit/s két-érpár 3-as kategóriájú kábel, vagy jobb minőség.
A 100BASE-T átviteli távolság korlátja 100 méter (mint ahogy a 10BASE-T és a gigabit Ethernet-nél).
Mindegyik változat az IEEE 802.3 szabvány szerint működik.
Szinte az összes 100BASE-T megoldás a 100BASE-TX-nek felel meg.
A gyors Ethernet bevezetése idején sok szállító úgy hirdette , hogy “...a mi változatunk bármely meglévő kábelen működik”, majd gyorsan kiderült, hogy a 10 Mbites Ethernet igen jól tolerálja a meglévő kábelek elektromos tulajdonságait, melyek nem teljesen megfelelnek az előírásoknak. Később azonban a legtöbb hálózatot újra kellett kábelezni a 100Mbit sebességnek megfelelően, függetlenül attól, hogy milyen kategóriájú (Cat3 vagy Cat5) volt korábban.

### 100BASE-TX
A 100BASE-TX változat a gyors Ethernet legtöbbet megvalósított hálózata.
Kér csavart érpáron, 5-ös kategóriájú kábelen működtethető. A 10BASE-T-hez hasonlóan az aktív párokot szabványosan lezárják a csatlakozó pontokon.
Mivel a tipikus 5-ös kategóriájú kábel 4 érpárt tartalmaz, két 100BASE-TX kapcsolatot támogat, egy kábel adapterrel.
A kábelezést TIA/EIA-568-B, vagy T568A, T568B lezárási szabvány szerint kell megvalósítani.
Bármely hálózat szegmens maximális hossza 100 méter lehet.
Egy tipikus konfigurációban a 100BASE-TX egy pár csavart érpárt használ minden irányban, ezzel biztosítva az elméleti 100Mbit/s sebességet minden irányban (teljes duplex).
A 100BASE-TX hálózati konfiguráció nagyon hasonló a 10BASE-T-hez.
Ha egy helyi hálózatot (LAN) építünk, akkor az eszközöket (számítógép, nyomtató, stb.) tipikusan egy hub (csomópont)-hoz, vagy egy kapcsolóhoz kötjük, és ezzel egy csillag hálózatot alakítunk ki.
Két eszköz közvetlen összekapcsolása is lehetséges egy “crossover” kábel segítségével.
A 100BASE-TX hardver a biteket átkódolja a 4B5B kódba. A 4B5B kódolás gondoskodik a DC kiegyenlítésről és a spektrum formálásról. A 100BASE-FX változathoz hasonlóan a fizikai rétegen áthaladva NRZI kódot használ. A 100BASE-TX ráadásul egy médium függő alréteget is használ, ahol a végleges MLT-3 kódolás kialakul, és ezzel kialakul a maximális “alapvető frekvencia”, a 31.25 MHz. Ez az eljárás az ANSI X3.263 FDDI specifikációból ered.

### 100BASE-T4
A 100BASE-T4 a gyors Ethernet egy korai változata.
Négy csavart réz érpárt igényel, ahol elegendő a 3-as kategória az 5-ös kategória helyett, mely a TX-nél szükséges. Az egyik pár az adásra, a másik a vételre, a maradó kettő az iránykapcsolást végzi. Egy eléggé szokatlan 8B6T kódolást használ (ez a jelformáláshoz szükséges).
A maximális távolság 100m.
A 100BASE-T4 széles körben alkalmazzák a 100BASE-T technológiával.

### 100BASE-T2
A 100BASE-T2-nél az adatok átvitele két réz érpáron történik, 4 biten. A két rézpárt egyidejűleg használja adásra és vételre, mely így teljes duplex üzemmódot biztosít.
A 4 bites kódolás kettő 3 bitesre bővül, a lineáris visszacsatolt shift regiszter elve alapján. Erre azért van szükség, hogy a sávszélességet és a kibocsátási spektrumot ellaposítsák, mely azt átviteli vonal illesztéséhez szükséges.
A kódolás nem állandó időben, a PAM-5 vonali moduláció szerint történik, pszeudo véletlenszerű szám sorozat alapján.
A 100BASE-T2 nem alkalmazzák széles körben, a kidolgozott technológiát a 100BASE-T-nél használják.

## Optikai átvitel

### 100BASE-FX
A 100BASE-FX változatot üvegszálas optikai kábelre fejlesztették ki.
Infravörös közeli, 1300 nm hullámhosszúságú fénnyel működik két üvegszálon keresztül, ahol az egyik az adó (TX), a másik a vevő (RX) vonal.
A maximális átviteli távolság fél-duplex esetben 400 méter, és 2 km teljes-duplex üzemmódban, multi-módusú optikai kábelen.
A 100BASE-FX a 100BASE-TX-nél használatos 4B5B kódolást és NRZI vonali kódot használja.
A 100BASE-FX nem kompatibilis a 10BASE-FL változattal, mely a 10Mbit/s változat üvegszálra.

### 100BASE-SX
A 100BASE-SX a gyors Ethernet egyik változata optikai kábelre.
Multi módusban két üvegszálat használ adásra és vételre. Ez a 100BASE-FX olcsóbb változata, mert rövidhullámú optikát használ (850 nm), mely jóval olcsóbb, mint a hosszúhullámú változat (100BASE-FX).
A maximális átviteli távolság: 550 méter.

### 100BASE-BX
A 100BASE-BX a gyors Ethernet egyik optikai átviltelt használó változata.
Egymódusú üvegszálat használ, speciális multiplexerekkel, melyek szétválasztják az adási és vételi jeleket. A két hullámhossz: 1310/1550 nm.
Az optikai kábel két végén a lezárás nem egyforma a különböző hullámhossz miatt.
A távolság 10, 20 vagy 40 km lehet.

### 100BASE-LX10
A gyors Ethernet ez a változata két egymódusú optikai szálat használ.
A névleges távolság 10 km és a névleges hullámhossz 1310 nm.
A részletes specifikációt az IEEE 802.3-2005 szabvány írja le.